# Arch Martin
Archie Eugene Martin (* 9. April 1931 in Independence, Missouri; † 1. März 2009 in San Diego) war ein US-amerikanischer Jazzposaunist, der in der Jazzszene von Kansas City aktiv war.
Arch Martin graduierte 1949 an der William Chrisman High School, um anschließend als professioneller Musiker in der Musikszene von Kansas City zu arbeiten, wo er u. a. mit Clark Terry spielte. 1956 nahm Martin unter eigenem Namen auf (Kansas City Jazz - The Arch Martin Quintet); in seiner Band spielten Tenorsaxophonist Dick Busey, Jay Shore (Piano), Dave Rizer (Bass) und John Terry (Schlagzeug). Mehrere Jahre arbeitete er in New York mit dem befreundeten Bob Brookmeyer und als musikalischer Leiter für The Bonnie Sisters; ferner ging er Énde der 1950er-Jahre mit den Orchestern von Claude Thornhill und Woody Herman auf Tournee. 1961 wurde er Leadposaunist im Warren Durrett Orchestra und wurde stellvertretender Vorsitzender von Kansas City Jazz, Inc. 1976 erhielt er von der National Association of Jazz Educators (NAJE) den erstmals verliehenen Jess Cole Award. Martin wirkte zwischen 1958 und 1998 bei fünf Aufnahmesessions mit.